# Edo Šen
Edo Šen (Zagreb, 10. ožujka 1877. – Zagreb, 16. lipnja 1949.), hrvatski arhitekt židovskog podrijetla.

## U državnoj službi
Edo Šen (Schön) rođen je 10. ožujka 1877. godine u Zagrebu. Nakon što je maturirao 1894. godine odlazi u Beč gdje pohađa Višu tehničku školu (Technische Universität), na kojoj će 1900. i diplomirati. Nakon diplome Šen se ne vraća odmah u Zagreb kao većina njegovih suvremenika nego produžava boravak u Beču za jednu godinu radeći usporedno kao asistent kod profesora Hintagera te u atelieru poznatog slovenskog arhitekta Maxa Fabiania. 
Nakon bečkih iskustava, 1901. Šen se vraća u Zagreb gdje dobiva uposlenje kao državni službenik u tadašnjem Građevnom uredu, vodeći tehničke poslove vezane uz zgradarstvo i građevno redarstvo. Budući da je djelovao kao državni službenik, inženjer, Šen sve do 1908. godine, kada napušta državnu službu, nije imao pravo na samostalan rad, tako da kada bi i projektirao morao je to raditi pod krinkom jedne od tadašnjih zagrebačkih građevinskih tvrtki kao što je bio slučaj s realizacijom stambene zgrade u Gundulićevoj 35 iz 1907. Iako je djelovao kao državni službenik Šen se 1905. godine pridružuje Podhorskom, Bastlu i Kovačiću pri osnivanju Kluba hrvatskih arhitekta. 

## Ovlašteni civilni arhitekt
Tek nakon što je 1908. godine imenovan ze profesora na tadašnjoj Graditeljskoj školi u Zagrebu, na kojoj će djelovati do 1919., Šen postaje ovlašteni civilni arhitekt. U to vrijeme Šenov radio je pod jakim utjecajem historijskog eklekticizma. Iz tog razdoblja najznačajnije Šenovo ostvarenje je palača osiguravajućeg društva Croatia u Zagrebu iz 1910. godine. Na pročelju palače nalaze se četiri alegorijska reljefa (Žetelica, Kosac, Prelja i Drvar) koje je 1910. godine izradio istaknuti hrvatski kipar Robert Frangeš Mihanović. Reljefi su klesani izravno na pročelju nakon što su u njega bile ugrađene vapnenačke ploče. 
Ostale Šenove realizacije iz tog razdoblja su stambena zgrada Mervar, nekadašnji “Dom društva čovječnosti“ u Petrinjskoj 3 iz 1912. te stambena zgrada Bezuk u Boškovićevoj 14 iz 1914. godine. Nakon rata, 13. rujna 1919. godine osnivanjem Tehničkog fakulteta u Zagrebu Šen je izabran za redovitog profesora na arhitektonskom odjeku, a nešto kasnije Vijeće fakulteta ga izabire i za prvog rektora. To razdoblje slikovito je opisao u svojim Sjećanjima arhitekt Zvonimir Vrkljan koji o Šenu iznosi sljedeće dojmove: “… uvijek sam mu prilazio sa stanovitim poštovanjem, jer sam ga smatrao svojim duhovnim ocem… On se odmah posvetio organizaciji nove škole, koja je zapravo počela ni iz čega. Trebalo je pronaći i izabrati kvalitetno osoblje, adaptirati prostorije nekadašnje Ženske stručne škole i dijela Obrtne škole na današnjem Roosveltovu trgu, koje su za rata služile kao vojna bolnica i bile znatno devastirane. Odmah pristupa i nadogradnji trećega kata iznad centralnog dijela u koji je smješten veći dio Arhitektonskog odjela sve do 1940. kada je preseljen u novu zgradu. Kako su bile teške prilike za smještaj studenata, organizira prve dvije godine privremeni đački dom i menzu u zgradi škole ali istovremeno projektira i hitno gradi đačke domove u Runjaninovoj ulici“. 

## U potrazi za stilom
Kako smo vidjeli Šenov rad do rata karakterizira traganje za vlastitim stilskim izrazom, u kome ne postoji jedinstvena i jasno razrađena misao vodilja ka oblikovanju jedinstvenog stila. Nakon rata u svojoj drugoj fazi djelovanja tijekom dvadesetih godina, kada se zbiva prijelaz između protomoderne u modernu, Šen uspijeva stilski pročistiti svoja pročelja, no i usprkos tome njegova traganja za jedinstvenim stilskim izrazom ne prestaju. Tako će na primjer u suradnji s arhitektom Jurjem Denzlerom 1926. projektirati s jedne strane stambenu uglovnicu nekadašnje Šumske direkcije na uglu ulica kneza Mislava i Borne u duhu kasnog eklekticizma, u stilu koji je tada u Zagrebu zastupalo građevno poduzeće Freudenreich i Deutsch, dok će se s druge strane dvije godine poslije realizacijom stambene uglovnice Vasić u Gundulićevoj 7 približiti Kovačićevom tretmanu pročelja na kućama Slaveks i Eksploatacija drva, a koje između ostalog karakterizira prepoznatljivo pročišćavanje i oslobađanje od povijesnih reminiscencija u korist “nove reprezentativnosti“ dajući naglasak na estetski doživljaj služeći se osnovnim arhitektonskim elementima u kojima glavnu riječ ima čistoća linija i težnja k tehničkom savršenstvu. 
I doista estetski doživljaj na pročelju uglovnice Vasić arhitekt Šen postiže njegovom raščlambom pomoću nizova prozorskih osi jednostavno profiliranih okvira te plošnim vodoravnim razdjelnim vijencem. Ovom dojmu pridonose također i jednostavni skošeno profilirani dovratnici glavnog ulaza koji ostavljaju dojam kao da su izravno usječeni u plohu pročelja. Dvodimenzionalnu plošnost pročelja narušava tek ka ulici istureni masivni neprofilirani potkrovni vijenac koji u svom podnožju nosi jedini istinski programiran ukras - vodoravnu traku meandra. 

## U duhu moderne
Do potpunog stilskog pročišćavanja Šenove arhitekture, jednako kao i u slučaju arhitekta Rudolfa Lubynskog,  dolazi tek tijekom tridesetih godina. Tek će tijekom te faze Šenovi projekti evoluirati do istinski vrijedne moderne arhitekture novog života tridesetih godina, priklanjajući se u potpunosti funkcionalističkim i konstruktivističkim rješenjima koja će karakterizirati slobodno oblikovanje tlocrtnih koncepcija te pročišćene plohe pročelja artikulirane isključivo odmjerenim nizovima jednostavno usječenih prozorskih osi. 
Do ovog prijelomnog trenutka, značajnog kako za Šenovo stvaralaštvo, a tako i za cjelokupnu domaću arhitekturu, označavajući konačan i pobjedonosni prodor modernih shvaćanja, dolazi upravo zahvaljujući djelovanju nove generacije arhitekata, koja većinom školovana na mnogobrojnim učilištima diljem Europe uz stečeno znanje i iskustva donosi sa sobom i nazore svojih velikih učitelja: Loosa, Poelziga i Le Corbusiera-
Toj “generaciji naših najmlađih arhitekata, odgojenoj na istinama, logici i smionosti koje su postale njena nepokolebljiva vjera u pravu svrhu svojih znanja i poziva“ kako ju je opisivao Slavko Batušić, pripadao je i arhitekt Milovan Kovačević koji će spletom okolnosti postati alter ego znatno starijeg Ede Šena. Uz to što je bio Šenov suradnik u atelieru, Kovačić će mu u od 1932. do 1943. godine asistirati i na fakultetu. 

## Suradnja Šen – Kovačević
Dolaskom Milovana Kovačevića u Šenov atelier njegov se pristup arhitektonskoj problematici radikalno mijenja. Svjedoci ove promjene zajedničke su realizacije što ih ova dva generacijski različita arhitekta ostvaruju u razdoblju između 1932. do 1940. godine. Svakako najznačajnija od njih je stambena višekatnica u Gundulićevoj 34 iz 1932. godine, smještena u neposrednoj blizini Šenove realizacije iz 1907. godine. Upravo na ova dva primjera možemo komparativnom metodom uvidjeti drastičnu stilsku razliku između ranijeg Šenovog eklekticizma s početka stoljeća i Šen/ Kovačevićevog prihvaćanja funkcionalizma i konstruktivizma nekoliko desetljeća kasnije. Stambena višekatnica u Gundulićevoj 34, za razliku od ranije na broju 35, lišena pseudodramatske reprezentativnosti odlikuje se jednostavnom i odmjerenom plohom pročelja koje je obloženo kamenim pločama te slobodnom tlocrtnom koncepcijom u okviru koje je oblikovanje stanova striktno provedeno prema suvremenim shvaćanjima kod kojih je prednost dana glavnom stambenom prostoru. 
No istinski značaj ovog pročelja dolazi do potpunog izražaja u trenutku kada ga sagledamo u zajedničkom kontekstu s uglovnom palačom Gradskih poduzeća arhitekta Jurja Denzlera (1932.) i također uglovnicom, kućom Frank arhitekta Viktora Kovačića (1913.), a s kojima ova zgrada čini vrijednu arhitektonsko spomeničku cjelinu koja oblikuje sjevernu stranu jugozapadnog stambenog bloka zagrebačke Zelene potkove.
Godinu dana nakon ove realizacije Šen i Kovačević ostvaruju drugu svoju značajnu realizaciju - stambenu zgradu JAZU, danas studentski dom, na Trgu hrvatskih velikana. Od ostalih zajedničkih realizacija valja još istaknuti stambenu višekatnicu u Križaničevoj 3, te njihovo posljednje značajno ostvarenje, zgradu Tehničkog fakulteta u Kačićevoj ulici, a koju rade u vremenskom razdoblju između 1937., kada je Savjet Tehničkog fakulteta povjerio Šenu da s asistentom Kovačevićem izradi projektni elaborat do 1940. kada je zgrada dovršena i useljena. 
Vrhunac suradnje Šena i Kovačevića je natječajni projekt za regulaciju Kaptola iz 1935. godine. Iste godine Šen postaje članom JAZU.
Početkom 1943. godine Šen piše vrlo smion uvod za knjigu „Prosvjetna ognjišta” arhitekta Aleksandra Freudenreicha u kojim potvrđuje svoja modernistička načela : ... „ Kao umjetnost o oblikovanju prostora, graditeljstvo usklađuje prostorne jedinice u harmoničnu cjelinu, a onu opet prilagođuje svojoj okolini. To su zadaci i ciljevi suvremenog graditeljstva, i svaki pokušaj tom duhu vriedan je doprinos za unapređivanje naše građevne kulture”. Iste godine, nakon dvadeset i tri godine rada na fakultetu, Šen je dobio politički nalog da zatraži mirovinu i da ode s fakulteta.
Arhitekt Edo Šen umire u Zagrebu 16. lipnja 1949. godine.